# Ioannes Ruckers
Ioannes Ruckers (Anvers, janvier 1578 - Anvers, 29 septembre 1642) est un facteur de clavecins flamand actif à Anvers à la fin du XVIe siècle et pendant la première moitié du XVIIe siècle. On l'identifie aussi sous les formes : Hans le Jeune, Joannes, Johannes, Jan, Jean.  Il est le premier fils du fondateur de la célèbre famille Ruckers, Hans l'Ancien et poursuit l'activité de ce dernier comme son frère puiné Andreas.

## Biographie
Sa date de naissance n'est pas connue, mais Ioannes est baptisé dans la foi catholique à la cathédrale d'Anvers le 15 janvier 1578. Formé par son père, il devient son apprenti et collaborateur jusqu'à sa mort, probablement en 1598. 
Après cette date, il devient le soutien de la famille pour sa mère Naenken Knaeps jusqu'à son décès en mars 1604, reprenant l'atelier de clavecins tout d'abord avec son frère Andreas ainsi que les activités de son père pour la maintenance et l'harmonisation des orgues de la cathédrale, puis de l'église Saint Jacques (Sint-Jacobskerk) et de la chapelle de la citadelle d'Anvers. 
Le 14 novembre 1604, il épouse Maria Waelrant, la fille de Raymond Waelrant qui est organiste de la cathédrale, lui-même fils du musicien Hubert Waelrant. Le couple a sans doute plusieurs enfants mais seules trois filles parviennent à l'âge adulte : Francisca, Maria et Elizabeth. 
Pendant les premières années, Ioannes et Andreas travaillent dans le même atelier, et ensemble : un virginal daté de 1604 porte l'inscription "IOANNES ET ANDREAS RUCKERS FECERUNT" . En 1608, Andreas cède à son aîné ses parts de l'affaire familiale et s'établit dans un autre atelier, d'ailleurs non loin de la Jodenstraat. Pour sa part, Ioannes est admis dans la Guilde de Saint-Luc en 1611.
Maria Waelrant meurt en 1613 et apparemment, Ioannes ne se remarie pas ; n'ayant pas d'héritier mâle ni de gendre susceptible de reprendre l'atelier de facture instrumentale, il prend alors avec lui son neveu Ioannes Couchet, né en 1615 et fils de sa sœur Catharina après la mort de cette dernière en 1625. Ioannes Couchet perpétuera la tradition familiale de façon magistrale. 
À compter de 1614 jusqu'à sa mort, Ioannes Ruckers est responsable des orgues et clavecins de la cour archiducale de Bruxelles où il fait plusieurs séjours. Comme plusieurs autres artistes de renom parmi lesquels Pierre-Paul Rubens et Jan Brueghel, il est à ce titre exempté des obligations de la garde civile d'Anvers. En 1636, il marie sa seule fille encore vivante, Maria, et les documents concernant sa dot indiquent que Ioannes dispose alors d'une fortune considérable.  
Il meurt le 29 septembre 1642 et ses funérailles ont lieu le 1er octobre. C'est Ioannes Couchet qui reprend l'atelier et la tradition familiale dans la facture instrumentale.

### Facteur de clavecins

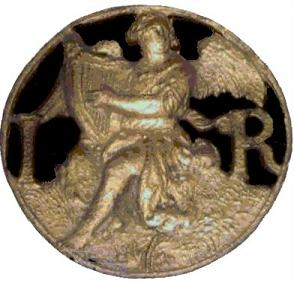
Rosace avec les initiales IR

Pendant ses premières années d'activité, il est difficile de distinguer son travail de celui de son père, la confusion provient particulièrement du même prénom. 
Jusqu'en 1616, les instruments construits par l'un ou l'autre portent la même rosace avec les initiales HR, si bien que les instruments du début de la carrière du fils sont difficiles d'attribution - d'ailleurs père et fils travaillaient ensemble. C'est à partir de 1616 que Ioannes utilise des rosaces particulières avec les initiales IR. Elles se présentent sous trois formes, avec des dimensions distinctes selon que l'instrument est un virginal, un clavecin à un clavier ou un clavecin à deux claviers. Le sujet reste identique : un ange jouant de la harpe.
Grant O'Brien répertorie comme authentiques onze instruments de Ioannes Ruckers portant la rosace "HR", entre 1595 et 1616 (dont un virginal de 1604 co-signé avec son frère Andreas), et vingt-huit autres portant une rosace "IR", entre 1612 et 1642. D'assez nombreux autres instruments d'authenticité douteuse (dans le meilleur des cas) sont attribués à Ioannes Ruckers et conservés dans de nombreuses collections publiques ou privées.

## Galerie de photos

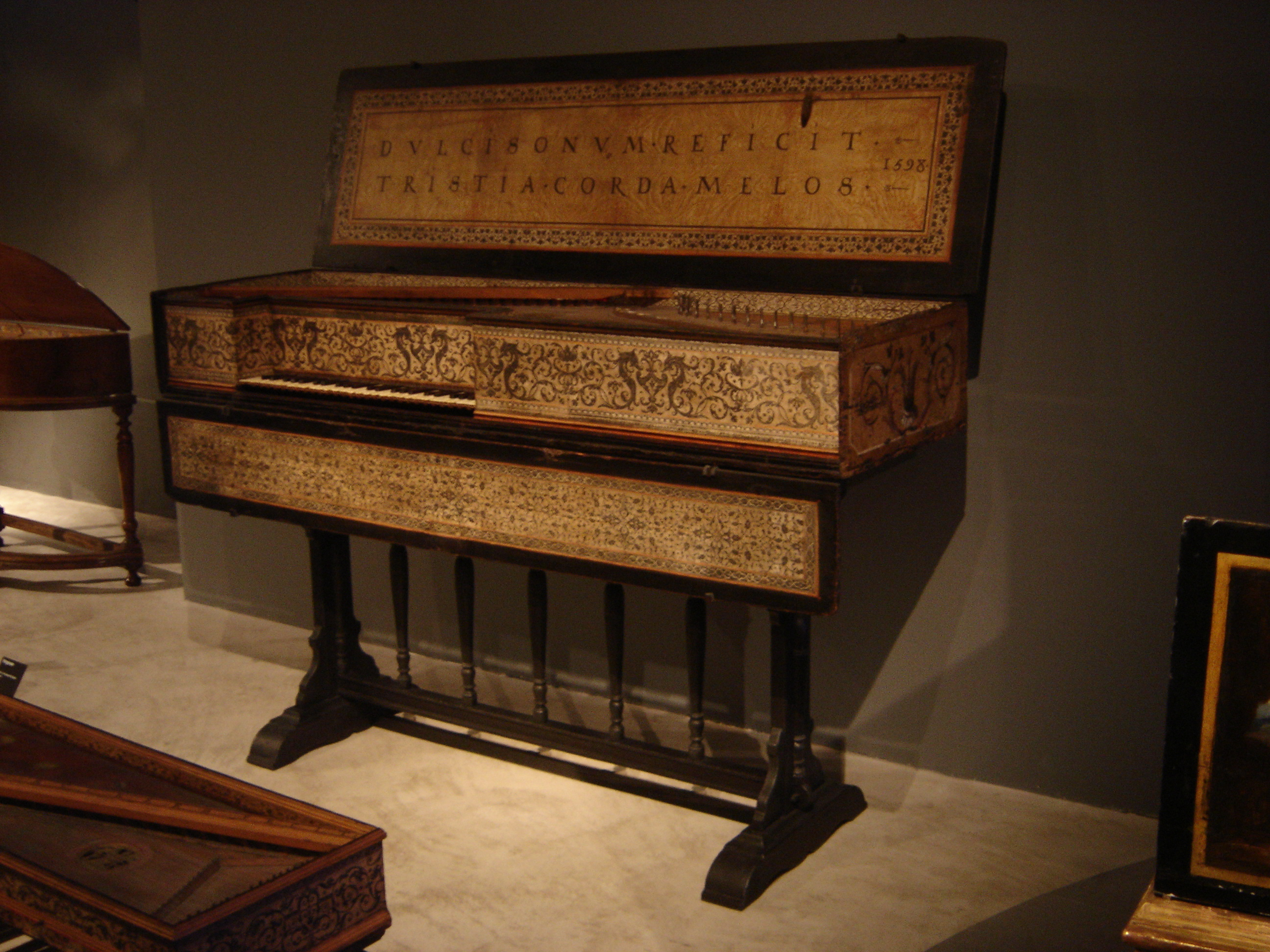
Virginal de 1598, Musée de la musique, Paris
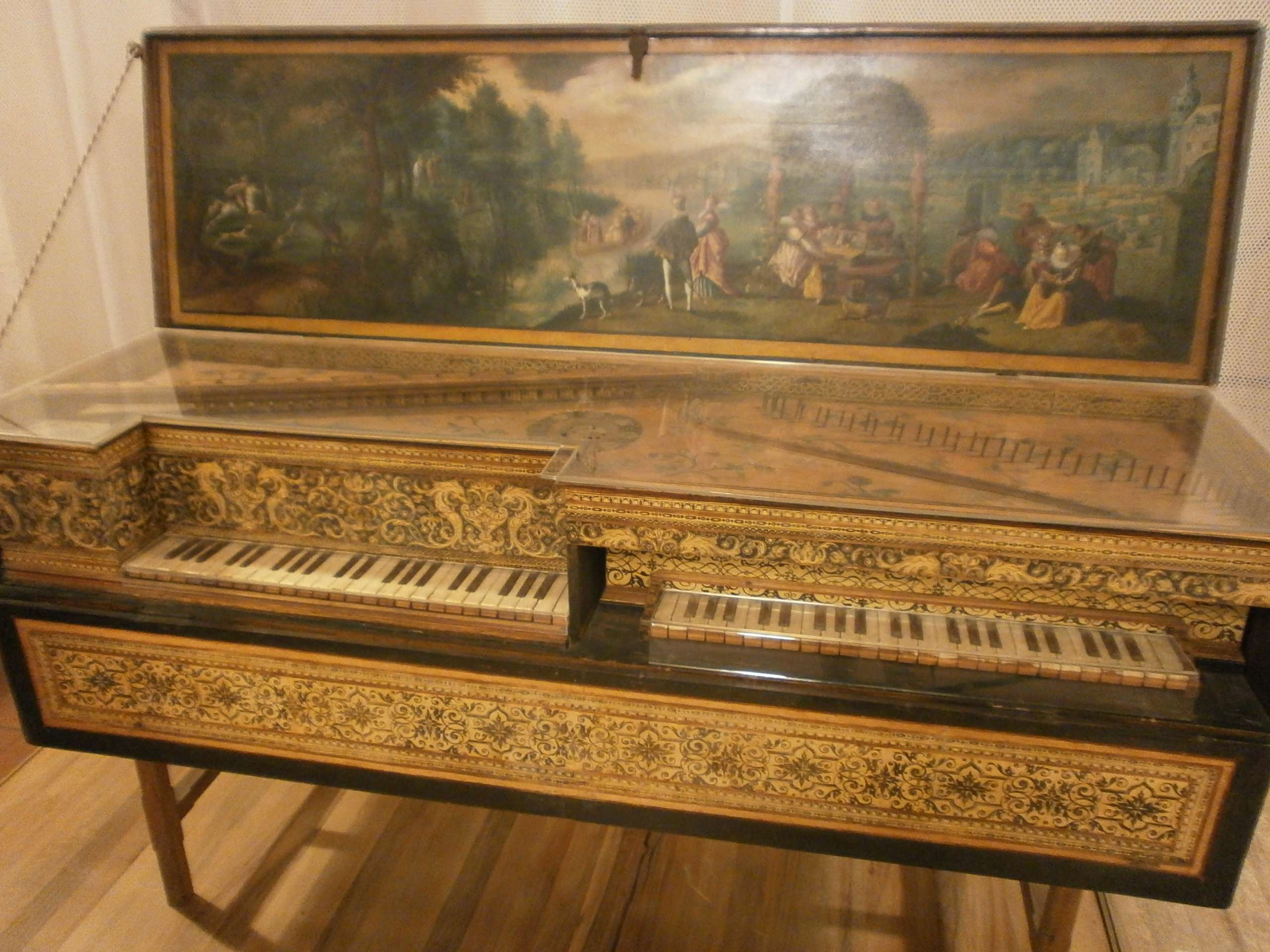
Double virginal « Mère et enfant » vers 1600, Museo strumenti musicali, Milan
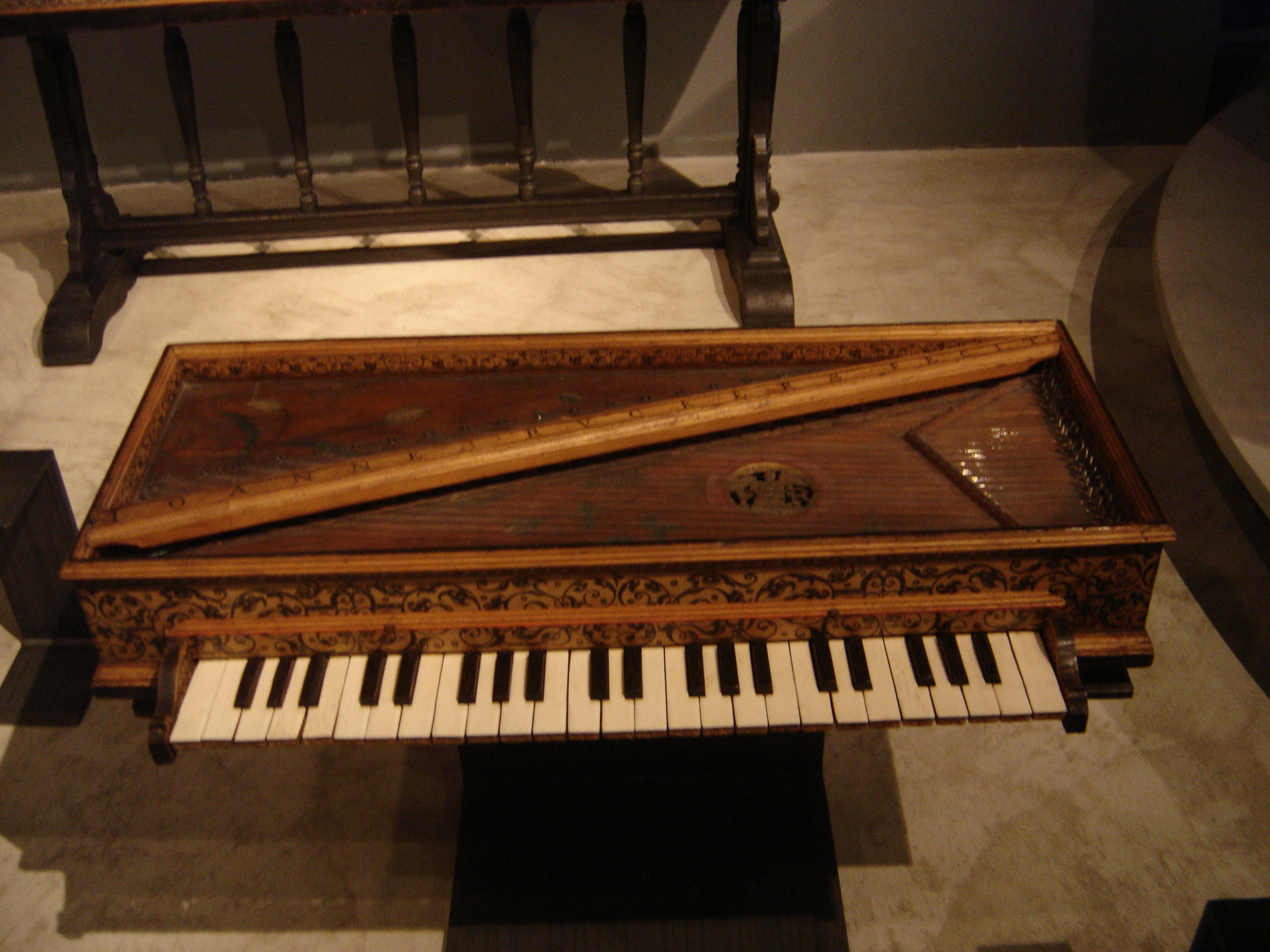
Virginal à l'octave de 1618, Musée de la musique, Paris
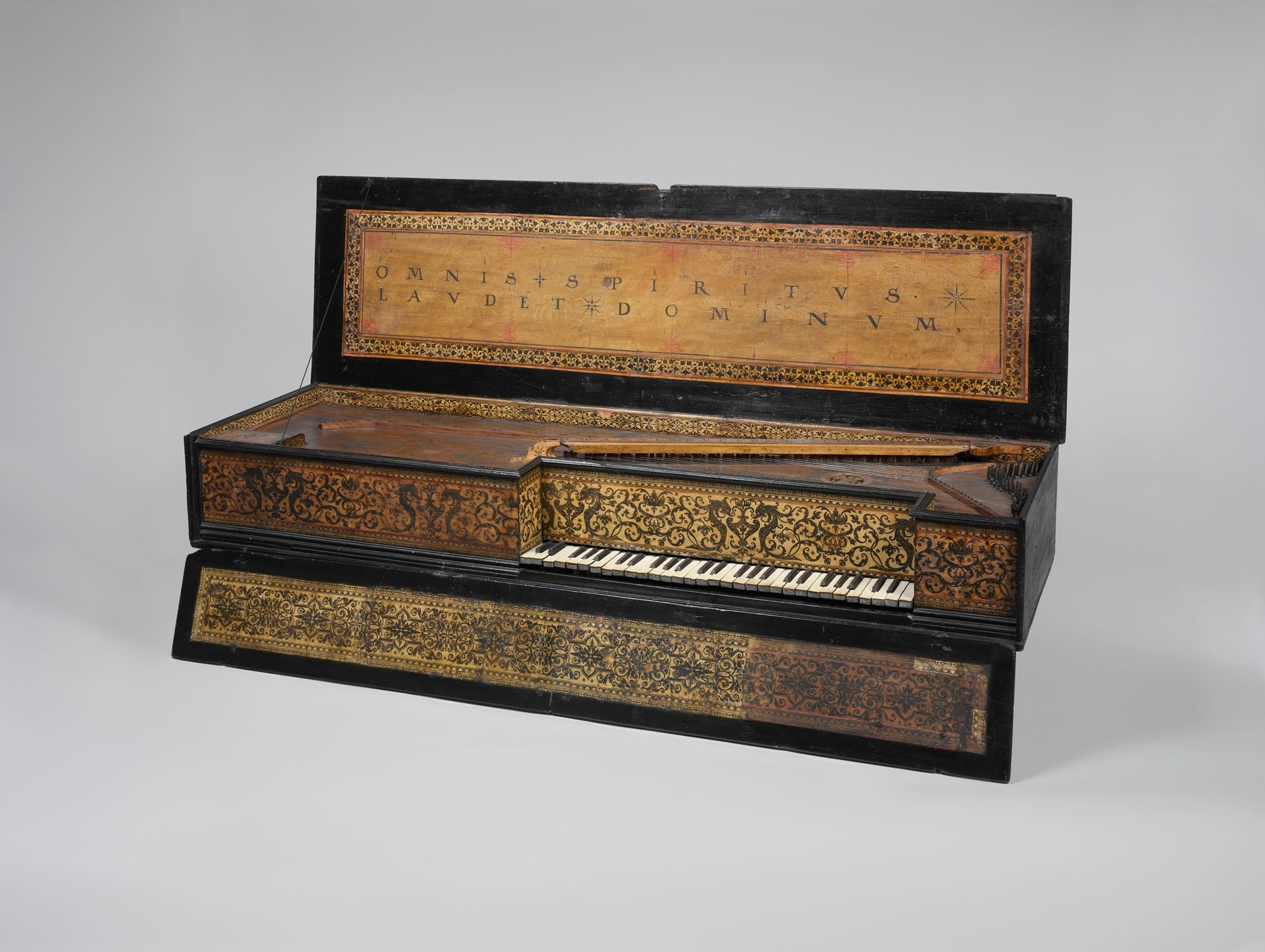
Virginal (muselaar) de 1622, Metropolitan Museum of Arts, New york
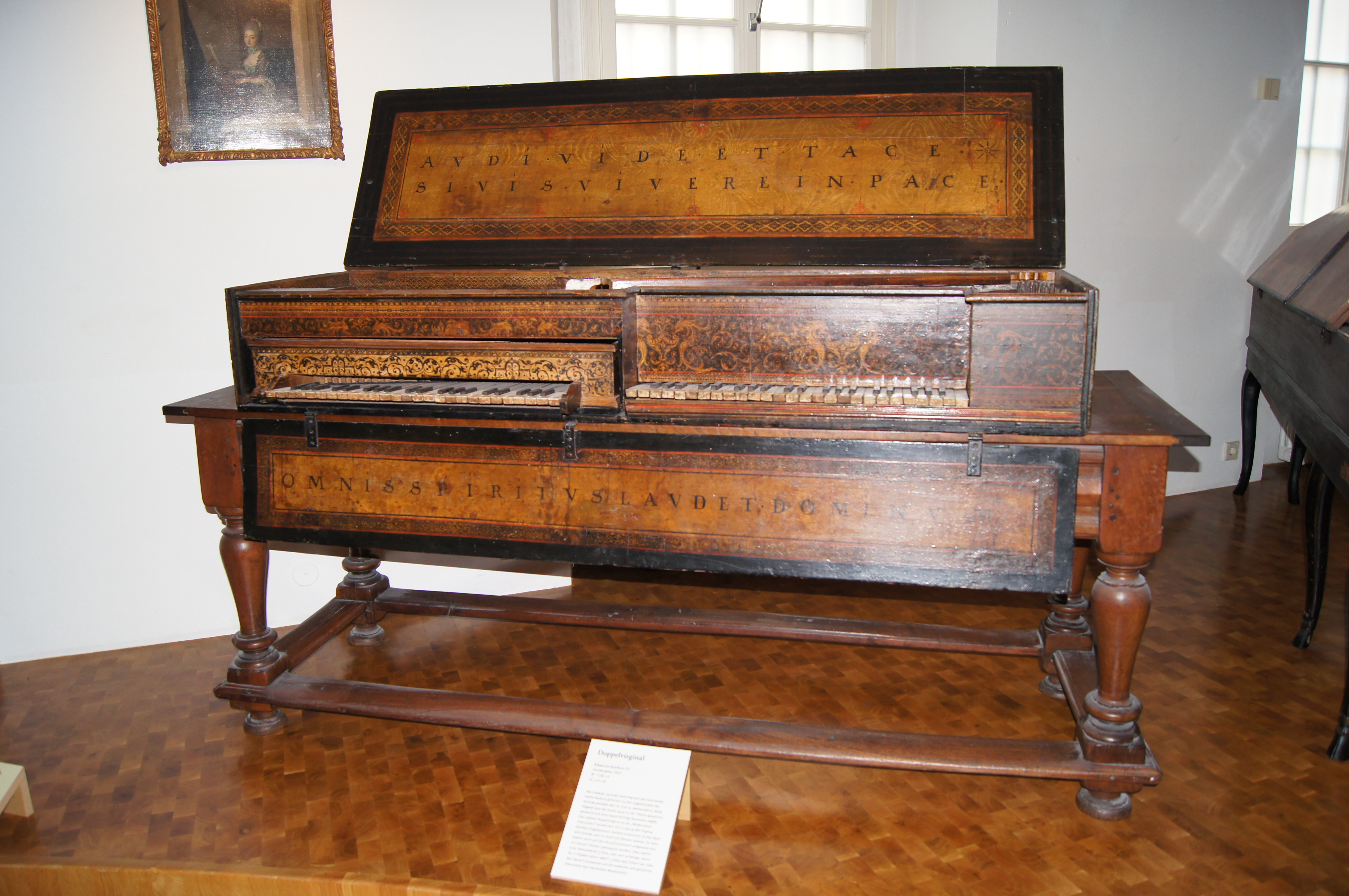
Double virginal « Mère et enfant » de 1623, Landesmuseum Württemberg, Stuttgart
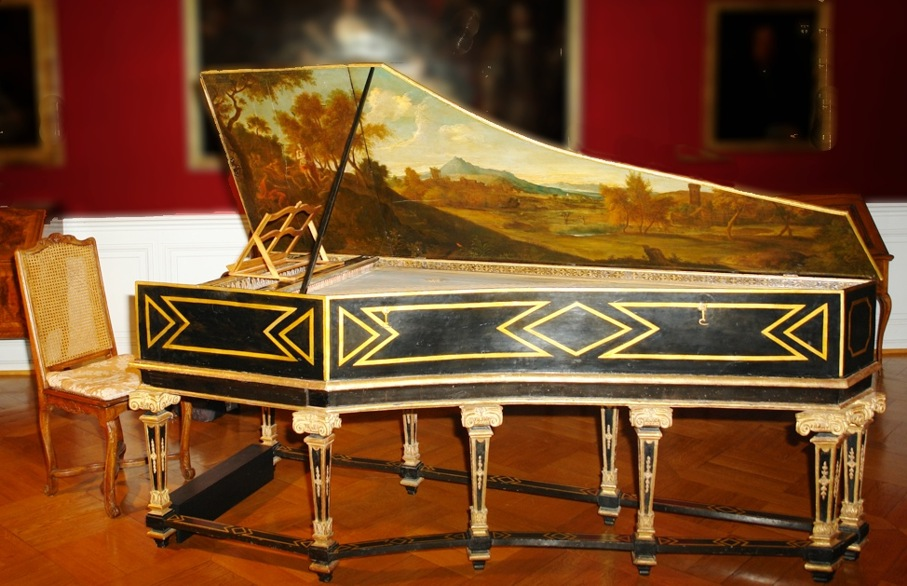
Clavecin de 1624, Musée Unterlinden, Colmar
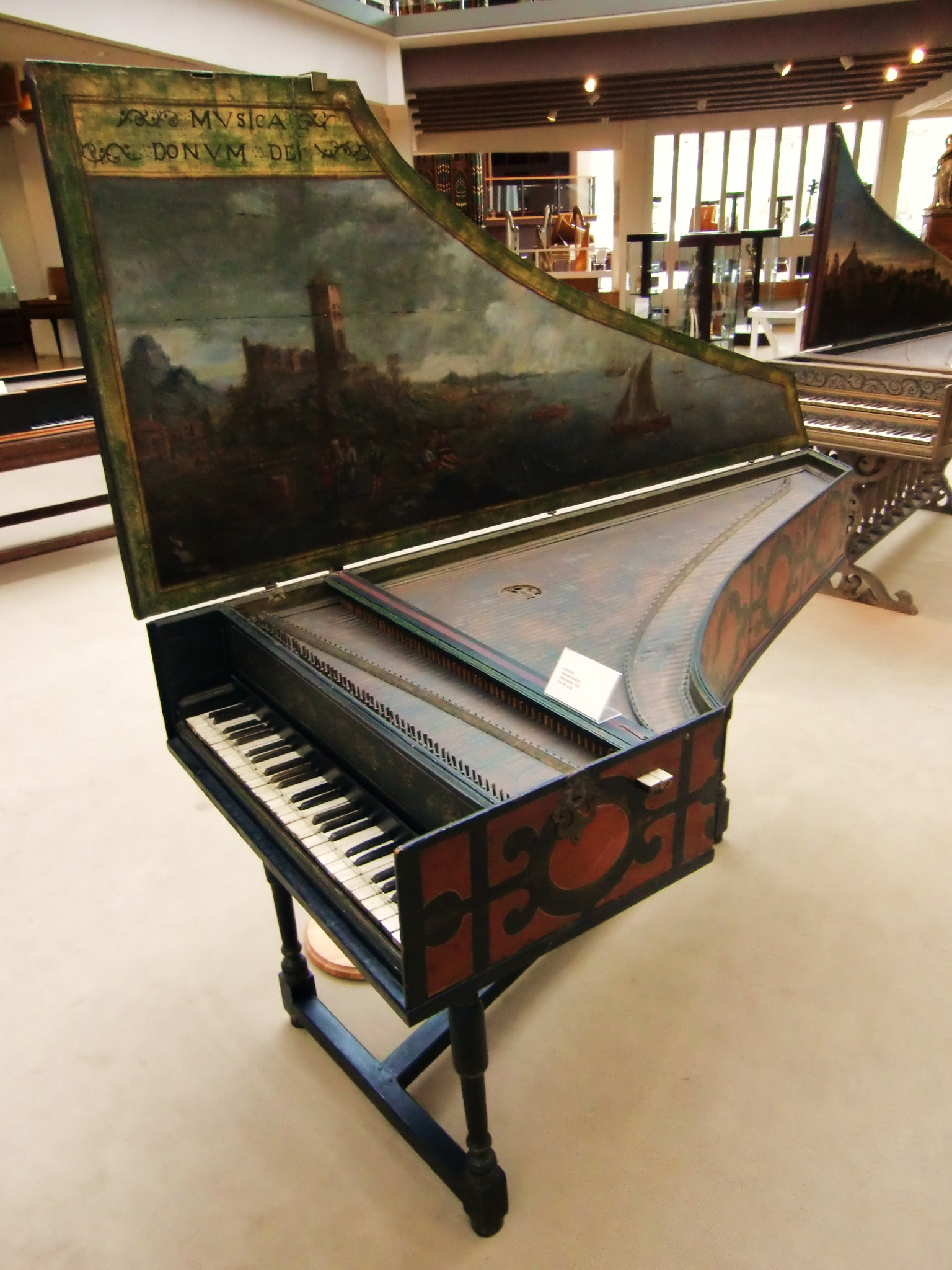
Clavecin de 1627, Musikinstrumenten Museum, Berlin
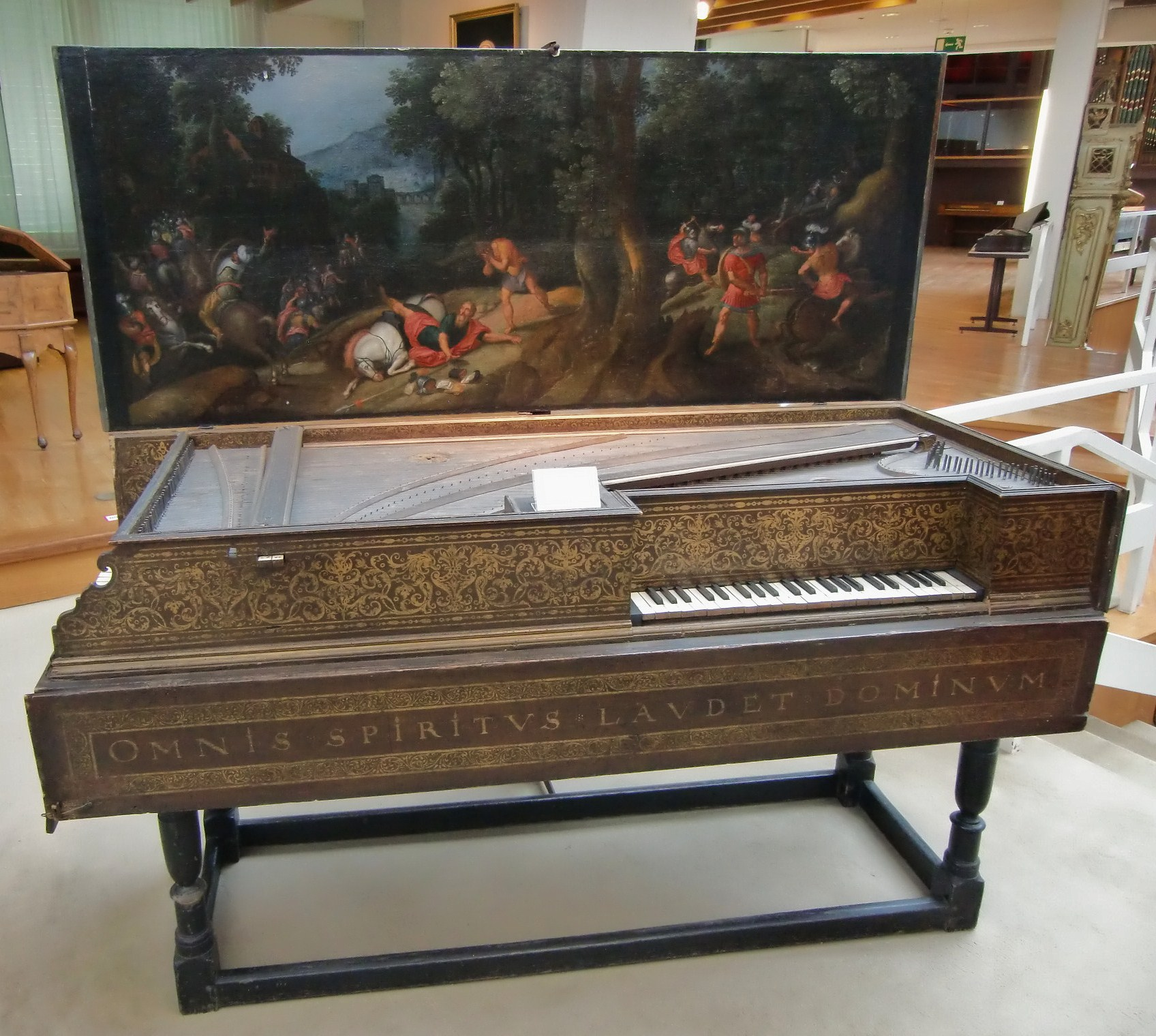
Combiné clavecin-virginal de 1619, Musikinstrumenten Museum, Berlin
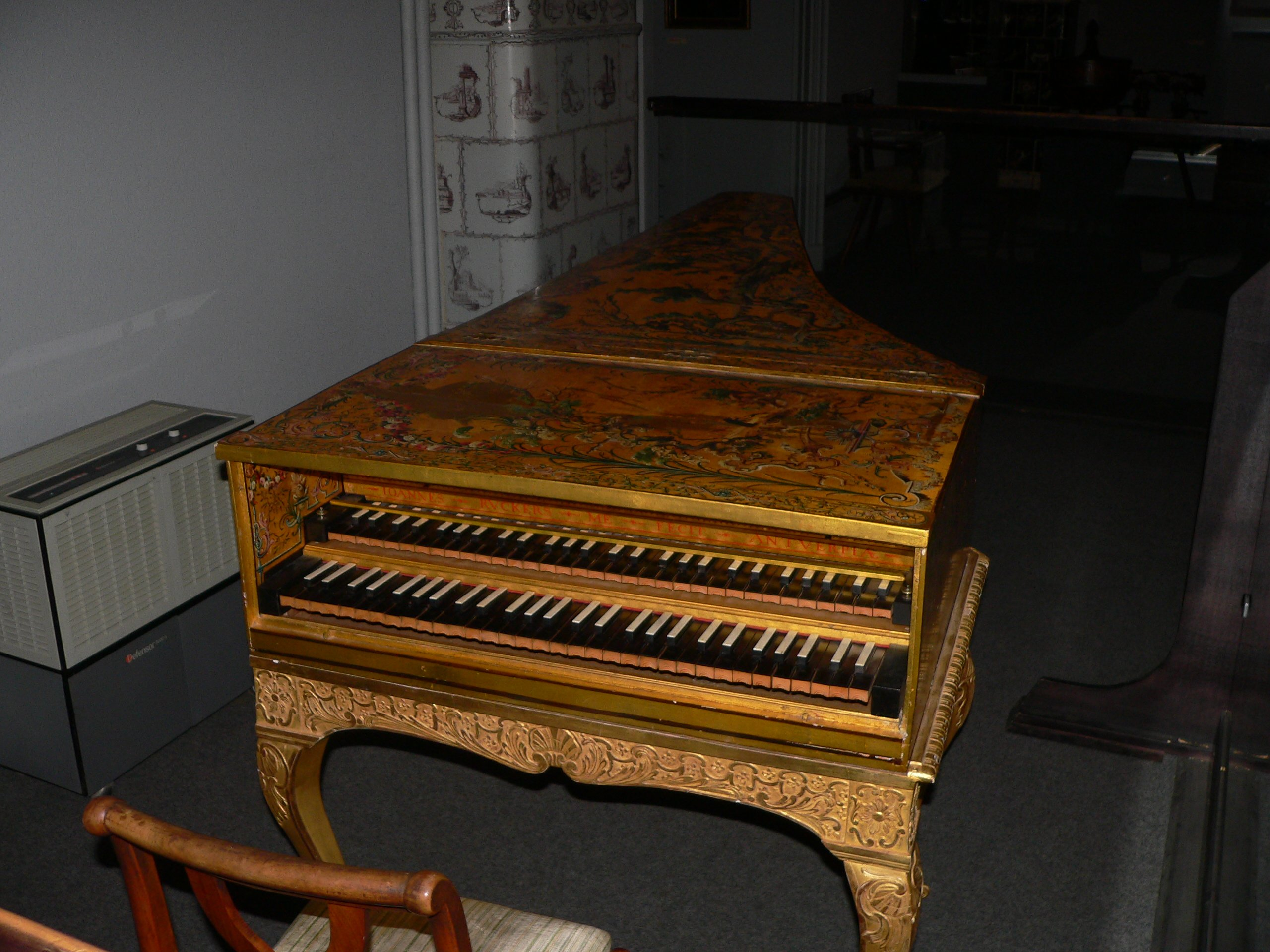
Clavecin de 1632, Musée d'Art et d'Histoire, Neuchâtel
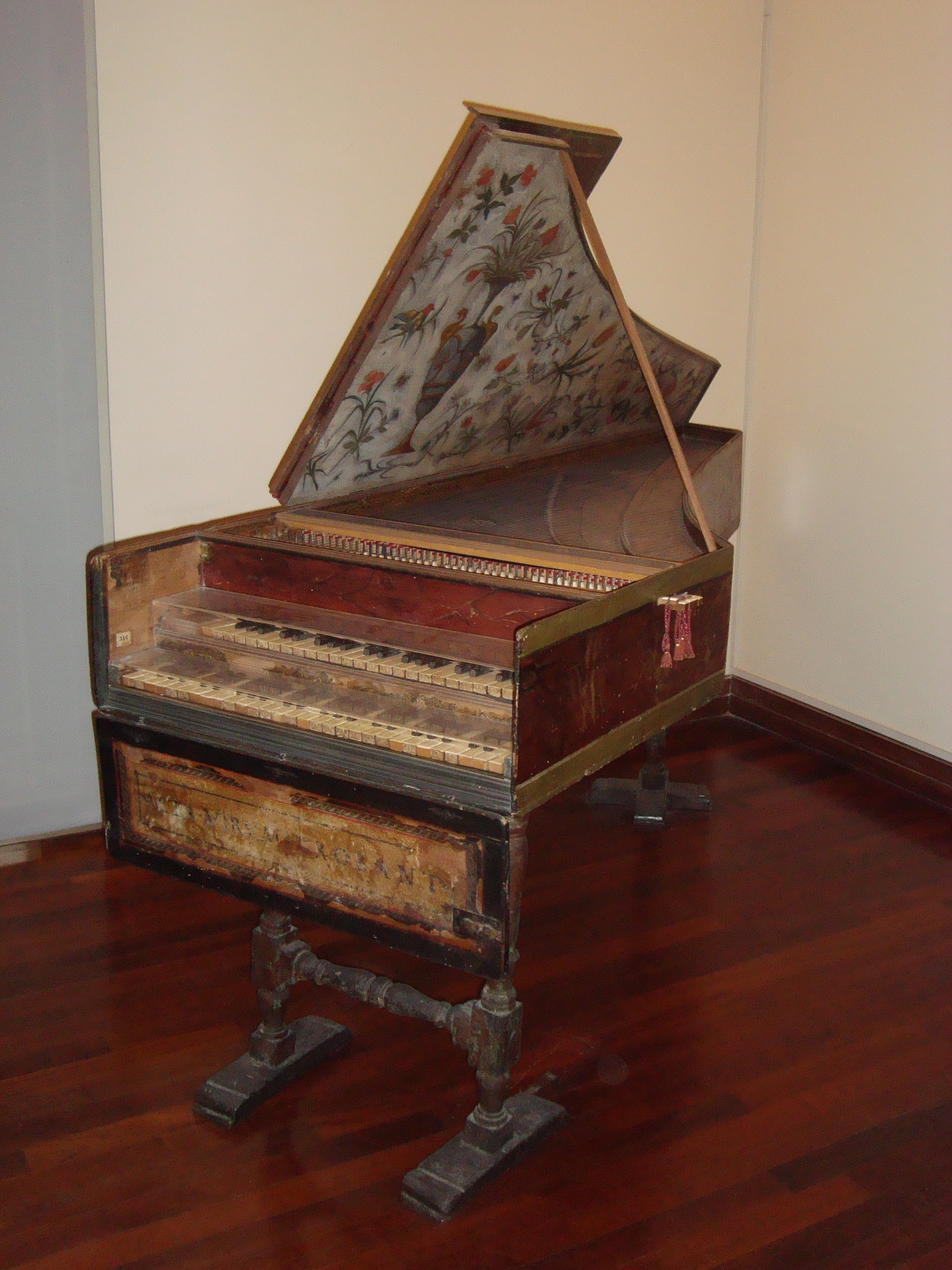
Clavecin de 1637, Museo Nazionale degli Strumenti Musicali, Rome

## Discographie
Instruments originaux
- Louis Couperin, Suites-Pavanne - Brigitte Haudebourg, clavecin Ruckers 1628 du Château de Versailles (1981, Arion ARN 68027) (OCLC 716161668)
- Le Manuscrit Borel - Davitt Moroney, clavecin Ruckers 1635 (2008, Plectra Music) (OCLC 406607925)
- Jean-Philippe Rameau, Pièces de clavecin - Arthur Haas, clavecin Ruckers 1627 (2013, 2CD Plectra Music) (OCLC 869855856)
- Johann Jakob Froberger, Le passage du Rhin - Bob Van Asperen, clavecin Ioannes Ruckers 1640 (2000, 2CD Aeolus) (OCLC 961922480)
- Nicolas Lebègue, Intégrale des pièces pour le clavecin - Karen Flint, clavecins Ioannes Ruckers 1627 & 1635 (2014, 3CD Plectra)

Copies d'après Ioannes Ruckers
- Jean-Sébastien Bach, Variations Goldberg - Jory Vinikour, clavecin Kevin Fryer, San Francisco 1998, d'après l'instrument Ioannes Ruckers de Colmar 1624 (2011, 2 SACD Delos) (OCLC 762847311)

### Quelques instruments de Ioannes Ruckers
- Virginal de 1598 (HR) au Musée de la musique à Paris
- Clavecin de 1599 (HR) à la Händel Haus de Halle
- Virginal double « Mère et enfant » (HR) vers 1600 au Castello Sforzesco de Milan
- Virginal à l'octave de 1618 (IR) au Musée de la musique à Paris
- Virginal de 1622 (IR) au Metropolitan Museum of Art à New York
- Clavecin de 1624 (IR) au Musée Unterlinden à Colmar
- Clavecin de 1628 (IR) au Château de Versailles
- Clavecin de 1632 au Musée d'Art et d'Histoire de Neuchâtel
- Clavecin de 1637 (IR) de la Russell Collection à Edimbourg
- Clavecin de 1638 (IR) de la Russell Collection à Edimbourg
- Clavecin de 1640 (IR) au Rijksmuseum de La Haye
- Clavecin de 1640 (IR) à Ahaus (Château de Velen)

### Autres
- Notices d'autorité :   - VIAF
  - ISNI
  - LCCN
  - GND
  - WorldCat